# Gun Runner
Pour le film, voir Gun Runner (film).
Gun Runner, né le 8 mars 2013, est un cheval de course pur-sang anglais américain, élu cheval de l'année en 2017 et membre du Hall of Fame des courses américaines. 

## Carrière de courses
Gun Runner dispute la première de ses trois courses à 2 ans en septembre 2015, à Churchill Downs, dans son Kentucky natal. Débuts victorieux, puis nouvelle victoire dans une épreuve plus relevée le mois suivant et première apparition au niveau des groupes dans le Kentucky Jockey Club Stakes (Groupe 2) où, s'accommodant peu d'une piste boueuse, le poulain termine quatrième.

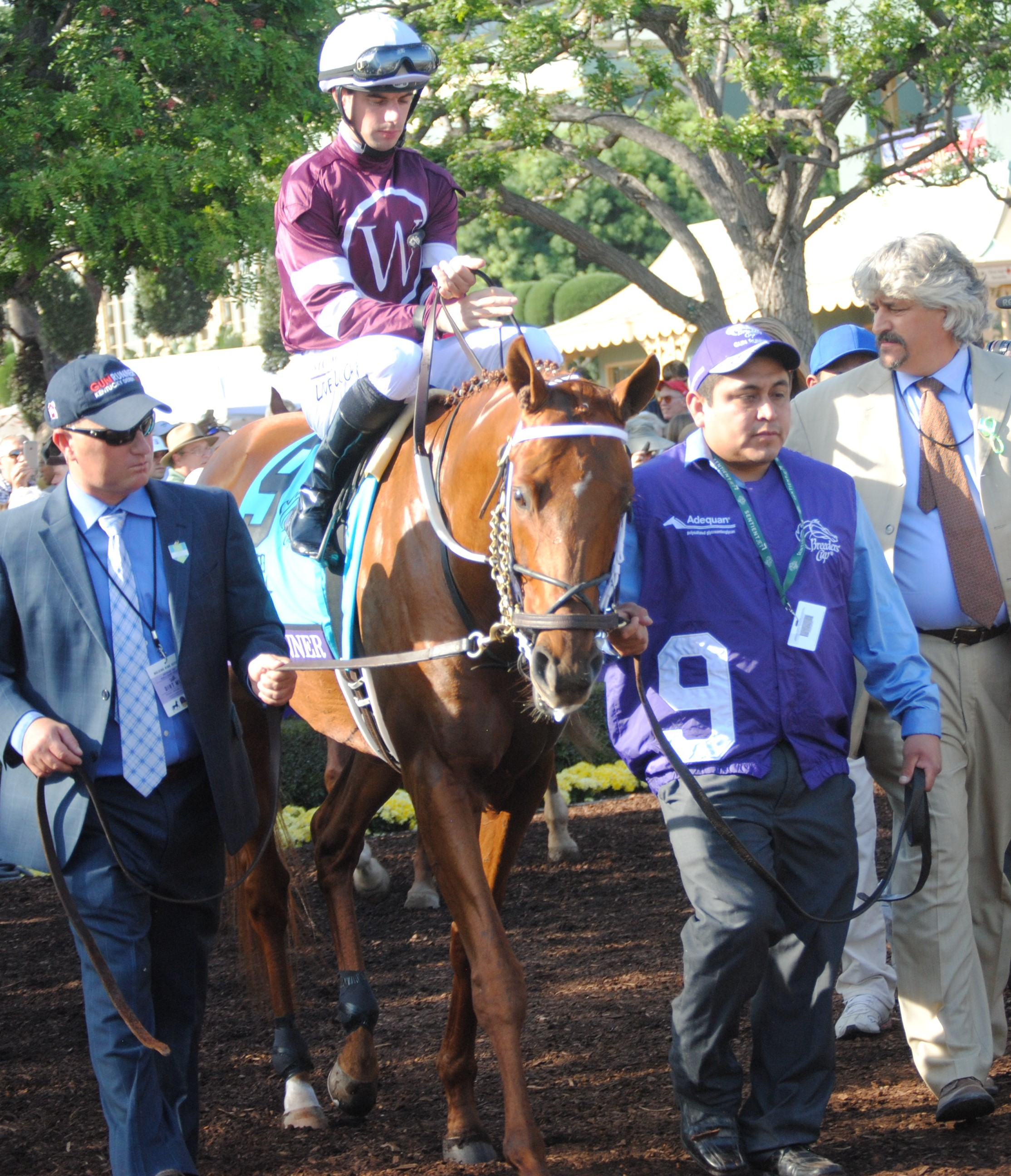
Gun Runner lors de la Breeders' Cup 2016.

L'année suivante, Gun Runner l'entame par une première victoire de groupe dans les Risen Star Stakes (Gr.2) à La Nouvelle-Orléans, qui lui permet de marquer des points en vue d'une qualification dans le Kentucky Derby. C'est à cette occasion qu'il rencontre celui qui deviendra son jockey attitré, Florent Géroux, un Français installé aux États-Unis où il fait partie de la fine fleur du métier. Resté en Louisiane, le duo rafle le Louisiana Derby, ce qui le place en position de troisième favori pour le Derby, derrière Nyquist et Exaggerator, qui le devanceront dans cet ordre dans la course-reine des 3 ans américains. Les propriétaires et l'entraîneur de Gun Runner, Steve Asmussen, décide de ne pas participer à la suite de la Triple Couronne et le poulain fait sa réapparition en juin dans les Matt Winn Stales, un groupe 3 qu'il remporte aisément, avant de retrouver le duo Nyquist / Exaggerator dans les Haskell Invitational Stakes, où il ne peut se mêler à leur lutte, finissant cinquième. Mais c'est dans les Travers Stakes, en septembre, qu'il va croiser la véritable star de sa génération, Arrogate, qui l'emporte en un temps record et le relègue troisième à quinze longueurs, mais devant Exaggerator et Creator, le lauréat des Belmont Stakes. Gun Runner enchaîne avec une seconde place dans le Pennsylvania Derby, cette fois nettement devant les inséparables Nyquist et Exaggerator, les deux vedettes du printemps désormais relégués au second plan. Plutôt que d'affronter les cracks Arrogate et California Chrome dans le Breeders' Cup Classic, Gun Runner termine sa saison en s'alignant dans le Breeders' Cup Dirt Mile, où il prend la troisième place.     
C'est à 4 ans que Gun Runner va réellement donner consistance à son palmarès. Sa saison devait commencer par une participation à la Pegasus World Cup, une nouvelle épreuve, accessoirement la mieux dotée au monde, mais un virus l'empêche de s'y aligner, et il laisse Arrogate se couvrir de dollars. Elle commencera plutôt dans l'Arkansas, avec une victoire dans un groupe 3. En mars, Gun Runner se rend à Dubaï pour courir la Dubaï World Cup, où il ne peut qu'être un très bon dauphin pour l'intouchable Arrogate. Rentré au pays, avec le Breeders' Cup Classic pour objectif déclaré, le cheval balaie l'opposition dans le Stephen Foster Handicap, un groupe 1 qui lui assure déjà une place dans le Classic. Puis il enchaîne avec un nouveau groupe 1, les Whitney Stakes, où il se montre tout aussi impressionnant, malgré un fait de course inédit : l'un des participants à la course, Cautious Giant, perd un fer qui s'accroche à la queue de Gun Runner, lequel rejoindra ainsi le poteau d'arrivée avec 5 fers. Malgré cet épisode insolite, Gun Runner reçoit un rating de 127 pour cette victoire, qui lui vaut alors d'être le troisième cheval le mieux noté au monde en 2017. À l'automne, il enchaîne avec un troisième groupe 1 d'affilée, les Woodward Stakes, un succès encore écrasant, par plus de dix longueurs. C'est donc en prétendant à la victoire qu'il se présente au départ du Breeders' Cup Classic, d'autant qu'Arrogate reste sur deux déconvenues, laissant entrevoir qu'il n'est plus le cheval qu'il a été. Le Classic en apporte la preuve, et vaut comme passage de témoin : Arrogate est en perdition alors que Gun Runner s'impose sans discussion, couronnant ainsi une saison presque parfaite. Il obtient pour cette performance un rating de 130, qui le place au troisième rang mondial du bilan de fin d'année, à égalité avec l'Anglais Cracksman, derrière Arrogate (134, sur la fois de la Dubaï World Cup) et la phénoménale Australienne Winx. Mais surtout, Gun Runner se voit consacré par le titre tant convoité de cheval de l'année 2017 aux États-Unis.   
Gun Runner fait ses adieux à la compétition quelques mois plus tard, en janvier, juste après les Eclipse Awards qui l'avaient couronné : Gun Runner s'aligne cette fois au départ du Pegasus World Cup et l'emporte encore une fois brillamment. Le compte en banque aussi bien rempli que le palmarès (il est alors le deuxième cheval le plus riche de tous les temps, derrière Arrogate, avec 16 millions de dollars de gains), le champion peut se retirer au haras. En 2024, Gun Runner est admis au Hall of Fame des courses américaines.  

### Résumé de carrière
| Date         | Hippodrome      | Pays        | Course                      | Statut      | Distance    | Jockey      | Place       | Écart       | Vainqueur ou deuxième |
| 2015, 2 ans  | 2015, 2 ans     | 2015, 2 ans | 2015, 2 ans                 | 2015, 2 ans | 2015, 2 ans | 2015, 2 ans | 2015, 2 ans | 2015, 2 ans | 2015, 2 ans           |
| ------------ | --------------- | ----------- | --------------------------- | ----------- | ----------- | ----------- | ----------- | ----------- | --------------------- |
| 9 novembre   | Churchill Downs | États-Unis  | Maiden                      |             | 1 600 m     | R. Santana  | 1er / 10    | 3/4         | Gametown              |
| 17 octobre   | Keeneland       | États-Unis  | Allowance                   |             | 1 700 m     | R. Santana  | 1er / 8     | 2           | Uncle Jerry           |
| 28 novembre  | Churchill Downs | États-Unis  | Jockey Club Stakes          | Gr. 2       | 1 700 m     | R. Santana  | 4e / 9      |             | Airoforce             |
| 2016, 3 ans  |                 |             |                             |             |             |             |             |             |                       |
| 20 février   | Fair Grounds    | États-Unis  | Risen Star Stakes           | Gr. 2       | 1 700 m     | F. Géroux   | 1er / 11    | 1/2         | Forevamo              |
| 28 mars      | Fair Grounds    | États-Unis  | Louisiana Derby             | Gr. 2       | 1 800 m     | F. Géroux   | 1er / 10    | 4 ½         | Tom's Ready           |
| 7 mai        | Churchill Downs | États-Unis  | Kentucky Derby              | Gr. 1       | 2 000 m     | F. Géroux   | 3e / 20     |             | Nyquist               |
| 19 juin      | Churchill Downs | États-Unis  | Matt Win Stakes             | Gr. 3       | 1 300 m     | F. Géroux   | 1er / 6     | 4 ½         | Gray Sky              |
| 31 juillet   | Monmouth Park   | États-Unis  | Haskell Invitational Stakes | Gr. 1       | 1 800 m     | F. Géroux   | 5e / 6      |             | Exaggerator           |
| 27 août      | Saratoga        | États-Unis  | Travers Stakes              | Gr. 1       | 2 000 m     | F. Géroux   | 3e / 13     |             | Arrogate              |
| 24 septembre | Parx            | États-Unis  | Pennsylvania Derby          | Gr. 2       | 1 800 m     | F. Géroux   | 2e / 12     | 1/2         | Connect               |
| 4 novembre   | Santa Anita     | États-Unis  | Breeders' Cup Dirt Mile     | Gr. 1       | 1 600 m     | F. Géroux   | 2e / 9      | 3 ½         | Tamarkuz              |
| 25 novembre  | Churchill Downs | États-Unis  | Clark Handicap              | Gr. 1       | 1 800 m     | F. Géroux   | 1er / 10    | 2 ¾         | Breaking Lucky        |
| 2017, 4 ans  |                 |             |                             |             |             |             |             |             |                       |
| 20 février   | Oaklawn Park    | États-Unis  | Razorback Handicap          | Gr. 3       | 1 700 m     | F. Géroux   | 1er / 6     | 5 ¾         | Hawaakom              |
| 25 mars      | Meydan          | Dubaï       | Dubai World Cup             | Gr. 1       | 2 000 m     | F. Géroux   | 2e / 14     | 2 ¼         | Arrogate              |
| 16 juin      | Churchill Downs | États-Unis  | Stephen Foster Handicap     | Gr. 1       | 1 800 m     | F. Géroux   | 1er / 8     | 7           | Honorable Duty        |
| 5 août       | Saratoga        | États-Unis  | Whitney Stakes              | Gr. 1       | 1 800 m     | F. Géroux   | 1er / 7     | 5 ¼         | Keen Ice              |
| 2 septembre  | Saratoga        | États-Unis  | Woodward Stakes             | Gr. 1       | 1 800 m     | F. Géroux   | 1er / 5     | 10 ½        | Rally Cry             |
| 5 novembre   | Del Mar         | États-Unis  | Breeders' Cup Classic       | Gr. 1       | 2 000 m     | F. Géroux   | 1er / 11    | 2 ¼         | Collected             |
| 2018, 5 ans  |                 |             |                             |             |             |             |             |             |                       |
| 27 janvier   | Gulfstream Park | États-Unis  | Pegasus World Cup           | Gr. 1       | 1 800 m     | F. Géroux   | 1er / 12    | 2 ½         | West Coast            |

## Au haras
À l'issue de sa carrière de courses, Gun Runner entame sa carrière d'étalon au haras de Three Chimneys, dans le Kentucky, au tarif de 70 000 $ la saillie. Il donne cinq vainqueurs de groupe 1 dès sa première génération et ces excellents débuts en tant que reproducteur se traduisent par une augmentation de son tarif, qui passe à $ 125 000 en 2022, puis $ 250 000 à partir de 2024. Parmi ses meilleurs produits, on peut citer (avec le père de mère entre parenthèses) :
- Echo Zulu (Menifee) - Breeders' Cup Juvenile Fillies, Spinaway Stakes, Frizette Stakes, Ballerina Handicap, 2 ans de l'année aux États-Unis
- Sierra Leone (Malibu Moon) - Blue Grass Stakes, Breeders' Cup Classic, Whitney Stakes, 3 ans de l'année aux États-Unis
- Early Voting (Tiznow) - Preakness Stakes
- Gunite (Cowboy Cal) -  Hopeful Stakes, Forego Stakes
- Cyberknife (Flower Alley) - Arkansas Derby, Haskell Stakes
- Taiba (Flatter) - Santa Anita Derby, Pennsylvania Derby
- Society (Tapit) - Cotillion Stakes
- Locked (Malibu Moon) - Breeders' Futurity
- Gun Pilot (Smart Strike) - Churchill Downs Stakes.
- Vahva (Harlan's Holiday) - Derby City Distaff Stakes.

## Origines
Gun Runner est issu de l'Argentin Candy Ride. Meilleur miler de son pays, il fut acheté pour 900 000 $ par des propriétaires américains et prit la direction de la Californie où il s'imposa dans le Pacific Classic (Gr.1), avant de se blesser. Devenu étalon, il n'allait pas tarder à se mettre en évidence, si bien que son prix de saillie allait sans cesse grimper, passant de 10 000 $ la première année, en 2005, à 80 000 $ en 2018. Candy Ride est notamment le père du champion Shared Belief (2 ans de l'année en 2013, lauréat de cinq groupe 1).
Côté maternel, Gun Runner est le premier produit de Quiet Giant, une fille de Giant's Causeway lauréate de groupe 3. Acquise en 2011 pour 3 millions de dollars par Besilu Stables, le naisseur de Gun Runner, elle n'est autre que la sœur du champion Saint Liam (Saint Ballado), cheval de l'année en 2005, lauréat notamment du Breeders' Cup Classic, du Donn Handicap, du Stephen Foster Handicap et des Woodward Stakes. 

### Pedigree
| Origines de Gun Runner (USA), mâle alezan né en 2013 | Origines de Gun Runner (USA), mâle alezan né en 2013 | Origines de Gun Runner (USA), mâle alezan né en 2013 | Origines de Gun Runner (USA), mâle alezan né en 2013 |
| ---------------------------------------------------- | ---------------------------------------------------- | ---------------------------------------------------- | ---------------------------------------------------- |
| Père Candy Ride 1999                                 | Ride the Rails 1991                                  | Cryptoclearance                                      | Fappiano                                             |
| Père Candy Ride 1999                                 | Ride the Rails 1991                                  | Cryptoclearance                                      | Naval Orange                                         |
| Père Candy Ride 1999                                 | Ride the Rails 1991                                  | Herbalesian                                          | Herbager                                             |
| Père Candy Ride 1999                                 | Ride the Rails 1991                                  | Herbalesian                                          | Alanesian                                            |
| Père Candy Ride 1999                                 | Candy Girl 1990                                      | Candy Stripes                                        | Blushing Groom                                       |
| Père Candy Ride 1999                                 | Candy Girl 1990                                      | Candy Stripes                                        | Bubble Company                                       |
| Père Candy Ride 1999                                 | Candy Girl 1990                                      | City Girl                                            | Farnesio                                             |
| Père Candy Ride 1999                                 | Candy Girl 1990                                      | City Girl                                            | Cithara                                              |
| Mère Quiet Giant 2007                                | Giant's Causeway 1997                                | Storm Cat                                            | Storm Bird                                           |
| Mère Quiet Giant 2007                                | Giant's Causeway 1997                                | Storm Cat                                            | Terlingua                                            |
| Mère Quiet Giant 2007                                | Giant's Causeway 1997                                | Mariah's Storm                                       | Rahy                                                 |
| Mère Quiet Giant 2007                                | Giant's Causeway 1997                                | Mariah's Storm                                       | Immense                                              |
| Mère Quiet Giant 2007                                | Quiet Dance 1993                                     | Quiet American                                       | Fappiano                                             |
| Mère Quiet Giant 2007                                | Quiet Dance 1993                                     | Quiet American                                       | Demure                                               |
| Mère Quiet Giant 2007                                | Quiet Dance 1993                                     | Misty Dancer                                         | Lyphard                                              |
| Mère Quiet Giant 2007                                | Quiet Dance 1993                                     | Misty Dancer                                         | Flight Dancer (Famille 17-b)                         |